# Lund, Agder
Lund är en  ort i Kristiansands kommun i Agder fylke i södra Norge. Orten utgör en stadsdel inom Kristiansand, belägen på östra sidan av älven Otra. Här finns Lunds kyrka samt Oddernes kyrka.
Orten utgjorde tidigare centralort i dåvarande Oddernes kommun i Vest-Agder fylke.

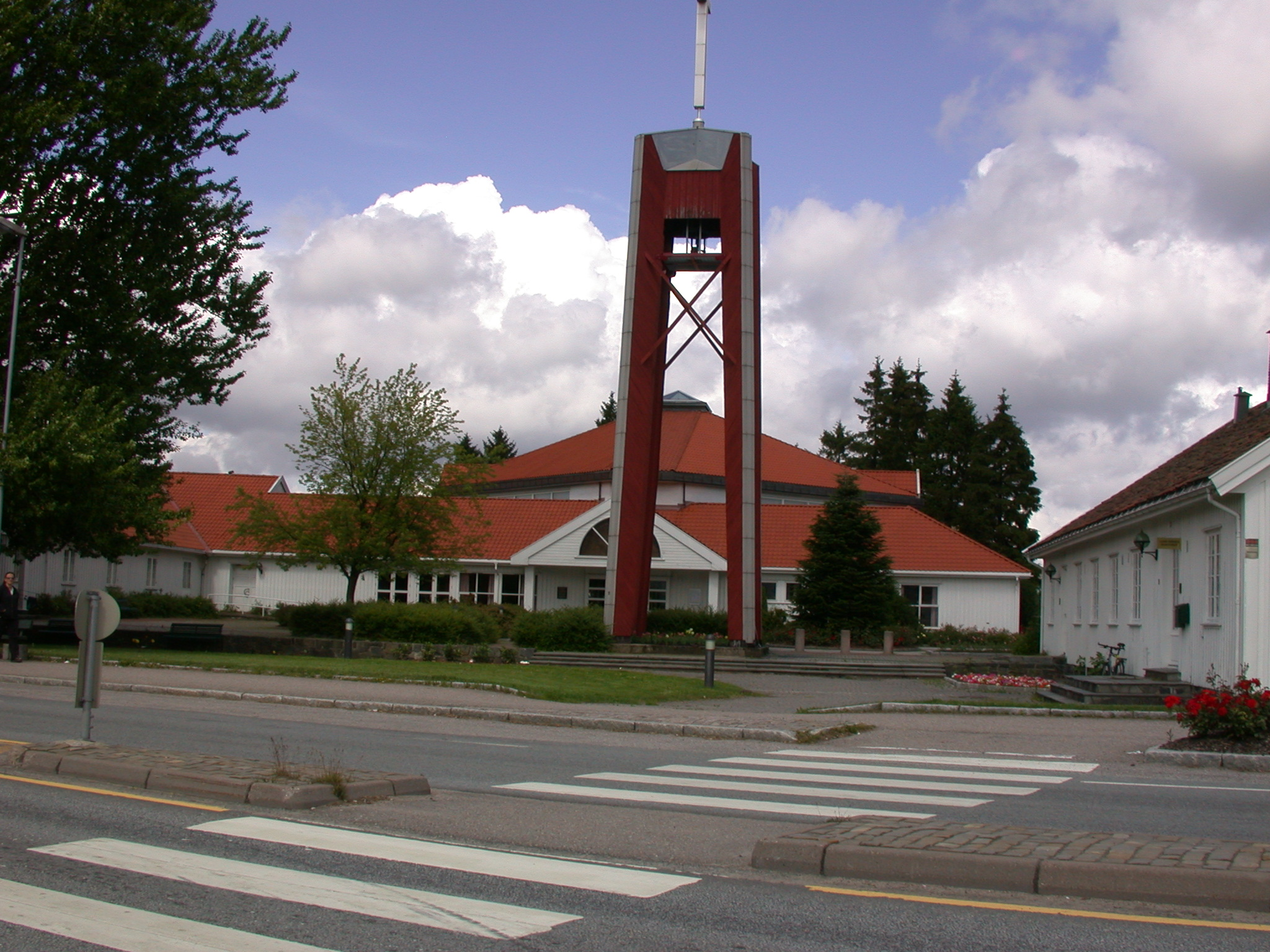
Lunds kyrka.
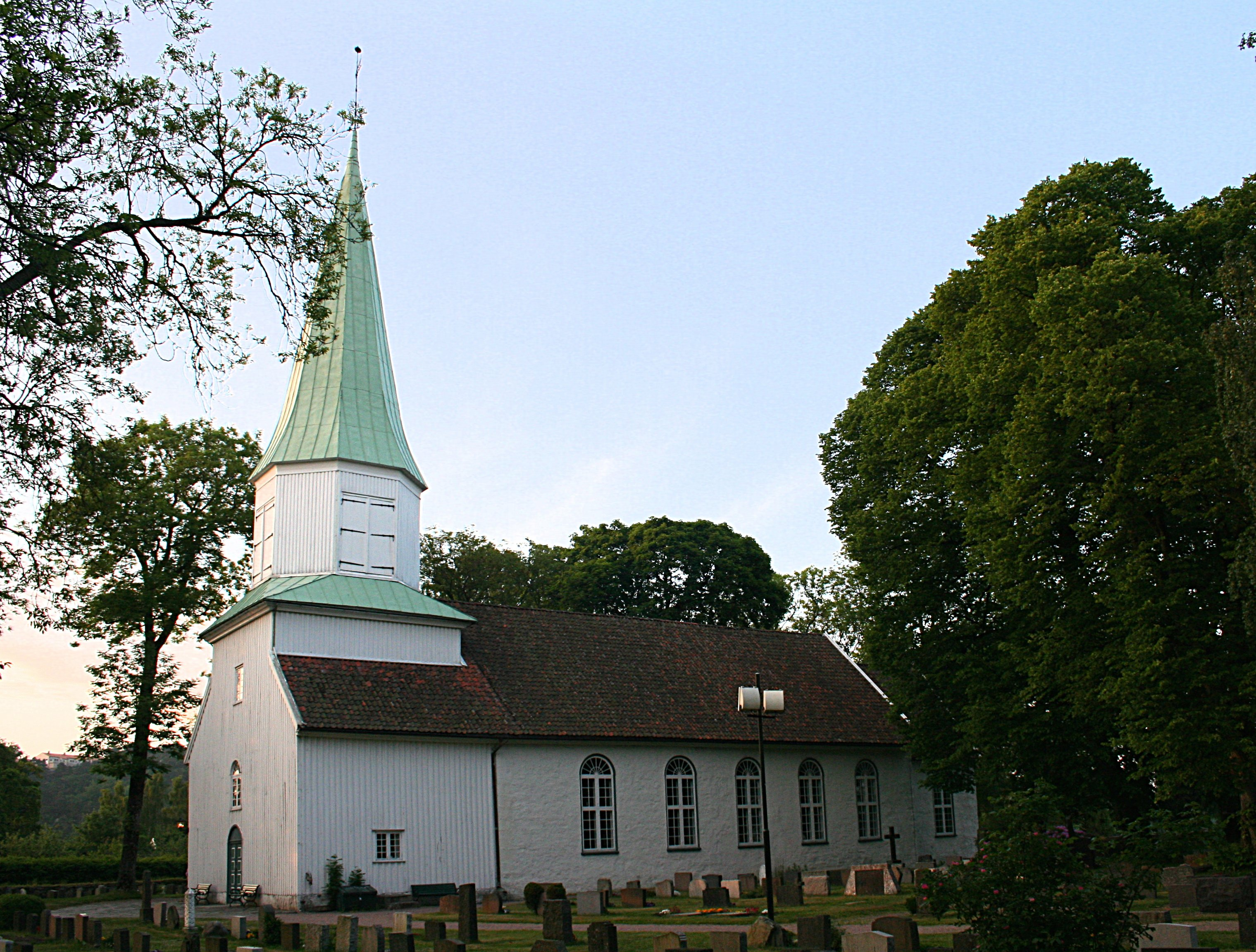
Oddernes kyrka.